# هالول، دورست
هالول (به انگلیسی: Holwell) یک روستا و محله مدنی در بریتانیا است که در West Dorset واقع شده‌است. هالول ۳۶۹ نفر جمعیت دارد.